# آمایادوری
آمایادُوری (به ژاپنی: 雨宿 アマヤドリ Amayadori) نام علمی بر اساس ساکورای نوین ژاپن
(Cerasus serrulata Amayadori) نام یک نوع درخت ساکورای باغی است. ویژگی آن بزرگی گلبرگ‌های آن است. این نوع به شیروتائه بسیار شباهت دارد. در برخی از منابع این دو نوع از یکدیگر تفکیک شده‌اند و در برخی منابع مانند کتاب ساکورای ژاپن یک نوع به‌شمار آمده‌اند.
- تعداد گلبرگ: ۱۰–۲۰ عدد
- رنگ: سفید
- قطر گل: ۵ تا ۶ سانتیمتر
- زمان گل‌دهی:اواسط ماه آوریل
- محل اصلی:توکیو
- محل نمونه:باغ گیاه‌شناسی جنگل تاما